# Emilia Clarke
Emilia Isabelle Euphemia Rose Clarke (n. 1986, Londra, Anglia, Regatul Unit) este o actriță engleză. Ea este remarcată pentru rolul lui Daenerys Targaryen din serialul Urzeala tronurilor, pentru care a primit trei nominalizări la Premiul Emmy în 2013, 2015 și 2016. Clarke a debutat pe Broadway în producția Mic dejun la Tiffany ca Holly Golightly în martie 2013. În 2015, ea a jucat-o pe Sarah Connor din Terminator Genisys și în 2016, ea a jucat în filmul romantic Înainte să te cunosc. În 2015, ea a fost numită „cea mai sexy femeie în viață” de către revista Esquire''.

## Viața timpurie
Clarke s-a născut la Londra, și a crescut în Berkshire. Tatăl ei este inginer de sunet. Ea are un frate mai mic. Clarke a devenit interesată de actorie la vârsta de trei ani după ce a văzut muzicalul Show Boat la care a lucrat tatăl ei. A studiat la St. Edward's School, Oxford. Ea a urmat cursurile Drama Centre din Londra de unde a absolvit în 2009.

## Legături externe
- en Emilia Clarke la Internet Broadway Database
- Emilia Clarke la Internet Movie Database